# Списък на автомобилни части
Това е списък на автомобилните авточасти предимно за превозни средства, използващи двигатели с вътрешно горене или така наречените автомобили :

## Каросерия и основна част на автомобила
Компоненти на каросерията, включително прозорци и тапицерия:
- Преден капак/Заден капак
  - Преден капак/Заден капак
- Броня
  - Предна броня
  - Задна броня
- Калник (крило или калник)
- Решетка
- Колона и твърда подложка
- Радиатор
- Багажник на покрива
- Спойлер
  - Преден спойлер
  - Заден спойлер ("крило'")
- Джанти
  - Тасове
  - Автомобилни гуми
- Багажник
- Тапицерия

## Консумативи
Консумативи са всички материали, които се влагат в автомобила:
- Антифриз
- Спирачна течност
- Течност за чистачки
- Добавки, които подобряват свойствата на маслата, горивото, антифриза и работата на отделните възли и агрегати в автомобила.

Характерно за консумативите е, че се използват за различни марки и модели автомобили. Но за да изберете определен
консуматив трябва да се съобразите с препоръките на завода производител на автомобила, за когото е предназначен.
- Инструментите са диагностично оборудване, отвертки, ключове, зарядни за акумулатор и др.
- Аксесоари това са всички части за автомобила, които закупуваме с цел да подобрим комфорта в автомобила като тапицерия, стелки, тасове, аудио и навигационни системи и др.
- Резервна част е детайл от възел, агрегат или машина, предназначен да замени амортизиран или повреден детайл, с цел предотвратяване на аварии, ремонт и възстановяване на автомобила и неговата нормална работа.

Резервните части за автомобили имат едно търговско разделяне на едрогабаритни части и малогабаритни.

## Едрогабаритни авточасти
- Едрогабаритните авточасти това са всички резервни части по купето на автомобила. Тук влизат калници, брони, предни и задни престилки, подкалници, врати, насещи рами при лекотоварните и товарни автомобили, капак двигател, капак

багажник, кош двигател, кори под двигател и т.н.
- Останалите резервни части в автомобила се групират по възли и агрегати. Като резервни части за двигател, за скоростна кутия, за окачване, за съединител, за диференциал, електрическа система, охладителна система, спирачна система, климатична система, изпускателна система и т.н.

## Универсални авточасти
Резервните части също са универсални и специфични:
- Универсални резервни авточасти са тези, които са подходящи за повече от няколко различни марки и модели автомобили. Това са например: акумулатори, гуми, крушки за фарове и светлинна сигнализация, запалителни свещи и др.
- Специфичните авточасти се произвеждат за точно определена марка и модел автомобил. Обикновено се поръчват и доставят по каталожен номер на завода производител, който освен марката и модела на автомобила отчита и годината на производство и други технически особености на търсената авточаст. Търговците на авточасти разполагат с електронни каталози на марките автомобили, посредством които се определят необходимите резервни части.

Предлагат се оригинални авточасти и заместители.
Оригиналните авточасти са тези, които са аналогични на произведените в или за завода производител на конкретния автомобил и вложени в изработката му. Или казано по друг начин тези части са произведени от същия производител и със същото качество както вложените при сглобяването на даден автомобил. В повечето случаи оригиналните авточасти носят марката на завода, производител на автомобила, но е възможно когато се използват външни производители на дадени детайли да са маркирани с техния знак. Когато оригиналните авточасти са предназначени за влагане в производството на автомобил, то те се обозначават като ОЕ (Original Equipment). Ако частите са предназначени за търговската мрежа и автосервизите те се обозначават с ОЕS (Original Equipment Supplier) или OEM(Original equipment manufacturer).
Поради огромния брой производители на авточасти по целия свят повечето големи търговци на едро са изградили собствени системи за качество. Така те класифицират различните авточасти по произход и качество.
Пазарът на автомобилни части в световен мащаб се определя така: от две трети до три четвърти от авточастите се потребяват от
проидводителите на автомобили, останалото се разпределя около 70% за автосервизи, бензиностанции и автопаркове и 30% за
магазинната мрежа.